# Darwin Andrade
Darwin Andrade (Quibdó, 1991. február 11. –) kolumbiai labdarúgó, a kolumbiai Deportivo Cali hátvédje.

## Mérkőzései a kolumbiai válogatottban
| #  | Dátum             | Ellenfél   | Eredmény | Kiírás              | Esemény |
| -- | ----------------- | ---------- | -------- | ------------------- | ------- |
| 1. | 2015. március 26. | Bahrein    | 6 – 0    | barátságos mérkőzés |         |
| 2. | 2015. március 29. | Kuvait     | 3 – 1    | barátságos mérkőzés |         |
| 3. | 2015. június 6.   | Costa Rica | 1 – 0    | barátságos mérkőzés |         |